# Ann-Marie Wikander
Gun Ann-Marie Wikander, född 15 oktober 1947 i Linsells socken i Härjedalen, är en svensk författare, sedan 1960-talet bosatt i Tierp, Uppland.

## Biografi
Ann-Marie Wikander är sedan 1960-talet bosatt i Tierp, men är född och uppvuxen i Härjedalen. Hon härstammar på sin mors sida från Lidsjöberg i Strömsunds kommun.
Wikander debuterade år 2009 med boken Sigrid – röd som skam, där hon sökte sig tillbaka till sina norrländska rötter. I såväl denna bok som de följande använder hon ibland jamska, som hon är uppvuxen med.
Ann-Marie Wikander har arbetat många år inom vården. Hon är gift och har fyra barn samt fyra barnbarn.
Eftersom hon växte upp i en miljö där historieberättandet stod i centrum utvecklade hon detta intresse genom sitt skrivande, som tog sin början i en skrivarkurs hon genomgick efter att ha blivit arbetslös på grund av dålig rygg.
Berättelsen om flickan Sigrid kom till henne på grund av hennes egen bakgrund. Wikander säger i en intervju: "Den bara kom till mig, precis som om den alltid har legat där någonstans. Jag kommer från en släkt som härstammar från norra Jämtland, och när jag var liten och var hos mormor och morfar satt de alltid och spelade, sjöng och berättade om hur det var förr, det gjorde starkt intryck på mig och jag har haft de berättelserna inom mig och använt dem i boken. Det var ett helt annat liv på den tiden, och det här är ett sätt för mig att föra berättelserna vidare" .
Ann-Marie Wikanders böcker har givits ut av Ord & Visor förlag i Skellefteå

## Priser och utmärkelser
- 2011 – Hedenvindpriset [2]
- 2020 – Hedenvindplaketten